# Горохово (Пронский район)
Горохово — деревня в Пронском районе Рязанской области. Входит в Октябрьское сельское поселение

## География
Находится в юго-западной части Рязанской области на расстоянии приблизительно 10 км на запад по прямой от районного центра города Пронск.

## История
Деревня была обозначена на карте еще 1850 года как поселение с 18 дворами, но в 1859 году не была учтена, в 1897 — 40 дворов.

## Население
Численность населения: 303 человека (1897 год), 13 в 2002 году (русские 93 %), 6 в 2010.